# En flicka kommer till sta'n
En flicka kommer till sta'n är en svensk film från 1937 i regi av Carlo Keil-Möller och Thor Brooks.

## Om filmen
Filmen premiärvisades 18 februari 1937 på biograf Royal i Stockholm. Filmen spelades in vid Irefilms ateljé i Stockholm med exteriörer från Stockholm av Willy Goldberger. Manusförfattaren Börje Larsson skrev manuset baserat på en filmidé av Erich H. Altendorff och Norbert Garai.

## Roller i urval
- Isa Quensel - Ulla Frank
- Tollie Zellman - fru Greta Öhman
- Nils Wahlbom - Pontus Bom, pianostämmare
- Åke Ohberg - Pålle Wiman, konstnär
- Einar Axelsson - Gösta Brehmer, författare
- Ruth Stevens - Viveka, Greta Öhmans dotter
- Eric Abrahamsson - doktor Ivar Mothén, kritiker
- Gösta Cederlund - chefen på Billiga Bazaren i Österås
- Ragnar Widestedt - personalchefen på Varuhuset Norden i Stockholm
- Georg Funkquist - Frans, Mothéns betjänt
- Hjördis Petterson - Lotten Nilsdotter Textil, mattvävningskonstnärinna
- Stig Järrel - Philip Gnat, författare
- Holger Löwenadler - Anton B. Carlstrand, konstnär
- Eric Gustafsson - Emil Bäcklund, kritiker på vernissagen
- Gillis Blom - Henrik Brand, kritiker på vernissagen

## Musik i filmen
- Bara en så'n sak, kompositör Jacques Armand, text Karl-Ewert, sång Isa Quensel, framförs på dragspel av Nisse Lind
- För pengar får du ändå inte allt, kompositör Jacques Armand, text Karl-Ewert, sång Isa Quensel
- Helan går, instrumental.
- Sankt Örjanslåten (Örjanslåten), instrumental.
- Mitt hjärtas hemlighet, kompositör Jacques Armand, text Karl-Ewert, instrumental.